# Bistum Long Xuyên
Das Bistum Long Xuyên (lateinisch Dioecesis Longxuyensis, vietnamesisch Giáo phận Long Xuyên) ist eine in Vietnam gelegene römisch-katholische Diözese mit Sitz in Long Xuyên.

## Geschichte
Das Bistum Long Xuyên wurde am 24. November 1960 durch Papst Johannes XXIII. mit der Apostolischen Konstitution Venerabilium Nostrorum aus Gebietsabtretungen des Apostolischen Vikariates Cần Thơ errichtet und dem Erzbistum Ho-Chi-Minh-Stadt als Suffraganbistum unterstellt.

## Bischöfe von Long Xuyên
- Michel Nguyên Khác Ngu, 1960–1997
- Jean-Baptiste Bui Tuân, 1997–2003
- Joseph Trân Xuân Tiéu, 2003–2019
- Joseph Tran Văn Toan, seit 2019